# Історико-меморіальний музей Олександра Пархоменка
Істо́рико-меморіа́льний музе́й Олекса́ндра Пархо́менка — культурний заклад, створений в 1954 році в селі Пархоменко, Краснодонського району, Луганської області, на громадських засадах, як Будинок-музей О. Я. Пархоменка — начальника 14 кавалерійської дивізії 1-ї Кінної Армії під час громадянської війни 1918–1921 роках.

## Загальна характеристика
Дім-музей О. Я. Пархоменка виник за ініціативи вчительки школи села Пархоменко Водоп'янової К. В. у 1954 році на громадських засадах в будинку, в якому народився та жив О. Я. Пархоменко. З 1976 року музей — відділ Ворошиловградського обласного краєзнавчого музею, з фондів якого було передано особисті речі, фото та документи Олександра Пархоменка.
У 1976—1991 роках музей — відділ Луганського музею К. Є. Ворошилова. Нове музейне приміщення збудували у 1986 році до 100-річчя з дня народження О. Я. Пархоменка, яке з'єднали переходом з меморіальною частиною, відкривши нову експозицію. З 1991 року музей підпорядковується відділу культури Краснодонської райдержадміністрації. Обласна рада своїм рішенням перейменувала дім-музей на Історико-меморіальний музей О. Я. Пархоменка.
Фонди музею налічують понад 5,5 тисяч одиниць зберігання — від археологічних пам'яток кам'яної доби до сучасності, які розміщені у чотирьох залах музею площею 88 кв. м, та у будинку гончаря — гончарній майстерні музею.
Екскурсія музеєм бере початок у хаті, де народився і жив О. Я. Пархоменко. Меморіальна частина представлена фотографіями, документами й особистими речами Олександра Пархоменка та членів його родини. В залі знаходяться речі кінця XIX століття.
Другий розділ представлений історією краю с. Пархоменко від найдавніших часів до наших днів. Тут йде розповідь про те, як заселявся край, розвивались ремесла та промисли. Значне місце відведено зразкам гончарного виробництва, оскільки у минулому село Макарів Яр (колишня назва села Пархоменко) було центром гончарства сходу України. Місцеві гончарі, яких було 239 осіб, наприкінці XIX століття за сезон виробляли до 100 тисяч штук якісного посуду. Крім гончарних виробів, в залі виставлено предмети селянського побуту XIX століття, серед яких ткацький верстат, прядка, гончарне коло та інші речі. В центрі гончарної колекції — вироби Макарівярівської кустарно-промислової керамічної школи, що діяла у селі з 1926 року та скульптура Тригубової Л. П. Серед виробів Тригубової Л. П., творчість якої характеризується портретним жанром, — фігура металурга Кірочка та будівельника «В обідню пору».
Третій розділ знайомить відвідувачів з подіями революції 1917 року та громадянською війною, з якою був пов'язаний Олександр Пархоменко, його соратники та односельці. Вітрини зали містять особисті речі начдива: шкіряну куртку та бурку шапку — будьонівку, на планшетах експозиції — фото та документи про ті події. Особливу цікавість викликають колективний фото О. Пархоменка з командирами Червоної Армії та Нестора Махно з керівництвом фронту під час інспекторської перевірки. В залі знаходиться скульптура Можаєва «Пархоменко на коні».
Завершує розділ виставка експонатів, які розповідають про загибель О. Я. Пархоменка та про увічнення пам'яті про нього в назвах вулиць, населених пунктів, заводів, теплоходу. Четверта зала музею розповідає про село Пархоменко періоду Другої світової війни.

## Сьогодення музею
В музеї діють змінні виставки, серед них «Краснодонський район в період Великої Вітчизняної війни», «Вони наближали перемогу», «Ймення зорі Чорнобиль», «Юність обпалена війною» (про воїнів- інтернаціоналістів). Разом з молоддю, яка входить до пошукового загону «Вітчизна», створеного при музеї, працівники музею проводять пошукову роботу, зустрічі з учасниками Великої Вітчизняної війни. Спільні експедиції в 2005 та 2008 році місцями боїв полків і дивізій 3-ї Армії Південно-Західного фронту в період звільнення Краснодонського району в роки Великої Вітчизняної війни виявили патрони, гільзи і фрагменти спорядження солдатів. Також було знайдено й урочисто перепоховано в Братській могилі останки воїна-визволителя лейтенанта Ф. А. Галчана та невідомого червоноармійця Школярі відшукали 25 імен земляків, які загинули на фронтах Великої Вітчизняної війни і передали їх до Книги Пам'яті.
Музеєм організовуються фольклорні експедиції по збору старовинних пісень, легенд, казок. На громадських засадах при музеї також створена дитяча гончарна студія «Відродження», що сприяє збереженню пам'яті про місцевих майстрів, прищепленню знань з мистецтвознавства, набуття практичних навичок у виробленні гончарних виробів.
Матеріали з історії краю передаються до бібліотек району, з метою поширення знань про історію краю. В полі зору співробітників музею — шкільні музеї району. Зокрема надаються поради в пошуково-збиральницькій роботі, ведеться розповідь про етапи розробки й створення експозиції, про включення музейних документів у навчальні та позаурочні заняття та ін. Для школярів проводяться заняття на теми: «Свідки історії»; «Ваші помічники в пошуковій роботі»; «Як працювати з газетами, журналами, книгами» та ін.
Ведеться співпраця з Луганським обласним товариством Українських козаків. Це сприяло проведенню на базі музею для школярів та молоді в 2010–2011 роках показових виступів юних козаків Луганська та навчання молоді бойовому мистецтву запорізьких козаків.